# Isla Quijada
La isla Quijada o Henry es una elevación (en inglés: ice rise) de forma triangular y 250 metros de altura, ubicada entre  el sector sur de la isla Berkner y la isla Portillo, en la barrera de hielo Filchner-Ronne, en el fondo de la gran bahía que constituye el mar de Weddell, Antártida. Posee unos 110 kilómetros de largo.

## Historia y toponimia
Fue descubierto durante la participación de Estados Unidos en el Año Geofísico Internacional (AGI; 1957-1958), siendo denominado península de Malville por John McKim Malville, profesor de la Universidad de Colorado.
Posteriormente, en vuelos estadounidenses sobre el área e imágenes satelitales de 1973 y 1974, se determinó que se trata de una elevación sobre el hielo. Fue, además, renombrado por el Comité Consultivo sobre Nomenclatura Antártica en homenaje al capitán Clifford D. Henry del Comando de Transporte Marítimo Militar de la Armada de los Estados Unidos, quien falleció a bordo del USNS Private John R. Towle (T-AK-240), el 16 de febrero de 1975, cuando regresaba de su decimocuarto viaje a la Antártida en apoyo del Programa Antártico de los Estados Unidos.
En la toponimia antártica argentina, recibe el nombre del vicealmirante post mortem Hermes Quijada de la Armada Argentina, quien formó parte del primer vuelo argentino al polo sur geográfico, en enero de 1962, como capitán del avión CTA-15.

## Reclamaciones territoriales
Argentina incluye a la isla en el departamento Antártida Argentina dentro de la provincia de Tierra del Fuego, Antártida e Islas del Atlántico Sur; para Chile integra la comuna Antártica de la provincia Antártica Chilena dentro de la Región de Magallanes y de la Antártica Chilena; y para el Reino Unido integra el Territorio Antártico Británico. Las tres reclamaciones están sujetas a las disposiciones y restricciones de soberanía del Tratado Antártico.
Nomenclatura de los países reclamantes: 
- Argentina: isla Quijada[4][5]
- Chile: Isla Henry
- Reino Unido: Henry Ice Rise[2]